# Lijst van voetbalinterlands Ghana - Soedan
Deze lijst van voetbalinterlands is een overzicht van alle officiële voetbalwedstrijden tussen de nationale teams van Ghana en Soedan. De Afrikaanse landen hebben tot op heden zestien keer tegen elkaar gespeeld. De eerste wedstrijd, de finale van de Afrika Cup 1963, vond plaats op 1 december 1963 in Accra. Het laatste duel, een kwalificatiewedstrijd voor de Afrika Cup 2025, werd gespeeld in Benghazi (Libië) op 15 oktober 2024.

## Wedstrijden
| №  | Plaats      | Datum            | Competitie                           | Wedstrijd      | Uitslag |
| -- | ----------- | ---------------- | ------------------------------------ | -------------- | ------- |
| 1  | Accra       | 1 december 1963  | Afrika Cup 1963                      | Ghana − Soedan | 3 − 0   |
| 2  | Khartoem    | 16 februari 1970 | Afrika Cup 1970                      | Soedan − Ghana | 1 − 0   |
| 3  | Seoel       | 13 juni 1983     | Vriendschappelijk                    | Ghana − Soedan | 3 − 1   |
| 4  | Omdurman    | 25 februari 2001 | WK 2002 kwalificatie                 | Soedan − Ghana | 1 − 0   |
| 5  | Accra       | 15 juli 2001     | WK 2002 kwalificatie                 | Ghana − Soedan | 1 − 0   |
| 6  | Omdurman    | 20 juni 2009     | WK 2010 kwalificatie                 | Soedan − Ghana | 0 − 2   |
| 7  | Accra       | 6 september 2009 | WK 2010 kwalificatie                 | Ghana − Soedan | 2 − 0   |
| 8  | Kumasi      | 10 oktober 2010  | Afrika Cup 2012 kwalificatie         | Ghana − Soedan | 0 − 0   |
| 9  | Khartoem    | 8 oktober 2011   | Afrika Cup 2012 kwalificatie         | Soedan − Ghana | 0 − 2   |
| 10 | Kumasi      | 24 maart 2013    | WK 2014 kwalificatie                 | Ghana − Soedan | 4 − 0   |
| 11 | Omdurman    | 7 juni 2013      | WK 2014 kwalificatie                 | Soedan − Ghana | 1 − 3   |
| 12 | Cape Coast  | 12 november 2020 | Afrika Cup 2021 kwalificatie         | Ghana − Soedan | 2 − 0   |
| 13 | Omdurman    | 17 november 2020 | Afrika Cup 2021 kwalificatie         | Soedan − Ghana | 1 − 0   |
| 14 | Constantine | 19 januari 2023  | African Championship of Nations 2022 | Ghana − Soedan | 3 − 1   |
| 15 | Accra       | 10 oktober 2024  | Afrika Cup 2025 kwalificatie         | Ghana − Soedan | 0 − 0   |
| 16 | Benghazi    | 15 oktober 2024  | Afrika Cup 2025 kwalificatie         | Soedan − Ghana | 2 − 0   |

## Samenvatting
| Competitie                      | Totaal gespeeld | Winst Ghana | Gelijk | Winst Soedan | Doelsaldo Ghana – Soedan |
| ------------------------------- | --------------- | ----------- | ------ | ------------ | ------------------------ |
| WK-kwalificatie                 | 6               | 5           | 0      | 1            | 12 − 2                   |
| Afrika Cup                      | 2               | 1           | 0      | 1            | 3 − 1                    |
| Afrika Cup-kwalificatie         | 6               | 2           | 2      | 2            | 4 − 3                    |
| African Championship of Nations | 1               | 1           | 0      | 0            | 3 − 1                    |
| Vriendschappelijk               | 1               | 1           | 0      | 0            | 3 − 1                    |
| Totaal                          | 16              | 10          | 2      | 4            | 25 − 8                   |

## Details

### Eerste ontmoeting
| Finale Afrika Cup 1963 (Accra, Ghana, Accra Sports Stadium, 1 december 1963): |              | |
| Ghana | 3 – 0        | Soedan |
| Aggrey-Fynn 62' (pen.) Acquah 72', 82' | goals        | |
| B.B. Bismark | bondscoach   | Lozan Kotsev |
| Edward Dodoo Ankrah Franklin Crentsil Emmanuel Oblitey Ben Acheampong Simmons Edward Jonah Aggrey-Fynn Charles Addo Odametey Kwame Adarkwa Leonard Acquah 46' Edward Acquah Wilberforce Mfum Mohammed Salisu | opstellingen | Eid Sabbit Dudu Damor Ibrahim Mohammed Ali 'Ibrahim Kabir' Mohammed Amin Zaki Ali Sayed Ahmed Al-Sheikh Jaafar Hassan Ettoum Haj Al-Sidik 'Gagarin' Omar Osman Abdel-Wahab Abdel-Fadil Jadallah 'Jaqdoul' Ibrahim Yahya Al-Kuwarti Omar Ettoum Hassan Nasr El-Din Abbas 'Jaksa' Abdel-Aziz Ibrahim Adam 'Wiza' |
| Henry Emmanuel Ofei Dodoo 46' | wissels      | |

- Ghana werd voor de eerste keer kampioen van Afrika.

### Tweede ontmoeting
| Finale Afrika Cup 1970 (Khartoum, Soedan, Municipal Sports Stadium, 16 februari 1970): |              | |
| Soedan | 1 – 0        | Ghana |
| Hasabu El-Sagheer 12' | goals        | |
| Abdel-Fattah Hamad Abu-Zeid | bondscoach   | Ben Koufie |
| Abdel-Aziz Abdellah Abdel-Rahman El-Sir Obeidalla Mohammed Fadl Al-Moula Mohammed Amin Zaki Abdel-Qader Suliman Al-Jazli Mahmoud Saad Salim Bushara Wahba Ahmed Bushara Abdel-Nadief Abdalla Sayed Azzedeen Osman Ahmed Suliman El-Shahir Mohammed El-Bashir Ahmed Bakheit Nasr El-Din Abbas Hasab El-Rassoul Omer | opstellingen | Robert Mensah Edward Boye Alex Mingle John Eshun Oliver Acquah Joe Ghartey Ibrahim Sunday Robert Foley Cecil Jones Attuquayefio Kwasi Owusu Malik Jabir |
| - Soedan werd voor de eerste keer kampioen van Afrika. |              | |

### Achtste ontmoeting
| Afrika Cup 2012 kwalificatie (Kumasi, Ghana, 10 oktober 2010): |       |        |
| Ghana                                                          | 0 – 0 | Soedan |
|                                                                | goals |        |

GFA · A-internationals · Selecties ·  Bondscoaches · Ghanees vrouwenelftal · Ghana U21 · Ghana U20 · Ghana U19 · Ghana U18 · Ghana U17
1950 – 1959 ·
1960 – 1969 ·
1970 – 1979 ·
1980 – 1989 ·
1990 – 1999 ·
2000 – 2009 ·
2010 – 2019 ·
2020 − 2029
WK 2006 ·
WK 2010 · 
WK 2014
OS 1964 · 
OS 1968 · 
OS 1972 · 
OS 1976 · 
OS 1992 · 
OS 1996 ·
OS 2004
1950 · 
1951 · 
1952 · 
1953 · 
1954 · 
1955 · 
1956 · 
1957 · 
1958 · 
1959 · 
1960 · 
1961 · 
1962 · 
1963 · 
1964 · 
1965 · 
1966 · 
1967 · 
1968 · 
1969 · 
1970 · 
1971 · 
1972 · 
1973 · 
1974 · 
1975 · 
1976 · 
1977 · 
1978 · 
1979 · 
1980 · 
1981 · 
1982 · 
1983 · 
1984 · 
1985 · 
1986 · 
1987 · 
1988 · 
1989 · 
1990 · 
1991 · 
1992 · 
1993 · 
1994 · 
1995 · 
1996 · 
1997 · 
1998 · 
1999 · 
2000 · 
2001 · 
2002 · 
2003 · 
2004 · 
2005 · 
2006 · 
2007 · 
2008 · 
2009 · 
2010 · 
2011 · 
2012 · 
2013 ·
2014 ·
2015 ·
2016 ·
2017 ·
2018 ·
2019 ·
2020 ·
2021 ·
2022 ·
2023
Algerije ·
Angola ·
Argentinië ·
Australië ·
Benin ·
Bosnië en Herzegovina ·
Botswana ·
Brazilië ·
Burkina Faso ·
Burundi ·
Canada ·
Centraal-Afrikaanse Republiek ·
Chili ·
China ·
Comoren ·
Congo-Brazzaville ·
Congo-Kinshasa ·
Cuba ·
DDR ·
Denemarken ·
Duitsland ·
Egypte ·
Engeland ·
Equatoriaal-Guinea ·
Eritrea ·
Ethiopië ·
Gabon ·
Gambia ·
Griekenland ·
Guinee ·
Guinee-Bissau ·
IJsland ·
India ·
Indonesië ·
Irak ·
Iran ·
Italië ·
Ivoorkust ·
Jamaica ·
Japan ·
Joegoslavië ·
Kaapverdië ·
Kameroen ·
Kenia ·
Lesotho ·
Letland ·
Liberia ·
Libië ·
Madagaskar ·
Malawi ·
Maleisië ·
Mali ·
Marokko ·
Mauritius ·
Mexico ·
Montenegro · 
Mozambique ·
Namibië ·
Nederland ·
Nicaragua ·
Nieuw-Zeeland ·
Niger ·
Nigeria ·
Noorwegen ·
Oeganda ·
Oostenrijk ·
Portugal ·
Qatar ·
Rusland ·
Rwanda ·
Saoedi-Arabië ·
Sao Tomé en Principe ·
Senegal ·
Servië ·
Sierra Leone ·
Singapore ·
Slovenië ·
Soedan ·
Somalië ·
Swaziland ·
Tanzania ·
Thailand ·
Togo ·
Tsjaad ·
Tsjechië ·
Tunesië ·
Turkije ·
Uruguay ·
Verenigde Staten ·
Zambia ·
Zimbabwe ·
Zuid-Afrika ·
Zuid-Korea ·
Zwitserland
Brazilië (2006) · 
Duitsland (2014) ·
Italië (2006) · 
Ivoorkust (2015) · 
Portugal (2014) ·
Servië (2010) · 
Tsjechië (2006) · 
Verenigde Staten (2006) · 
Verenigde Staten (2014)
SFA ·
Bondscoaches ·
Topscorers ·
Soedanees vrouwenelftal
1956 · 
1957 · 
1958 · 
1959 · 
1960 · 
1961 · 
1962 · 
1963 · 
1964 · 
1965 · 
1966 · 
1967 · 
1968 · 
1969 · 
1970 · 
1971 · 
1972 · 
1973 · 
1974 · 
1975 · 
1976 · 
1977 · 
1978 · 
1979 · 
1980 · 
1981 · 
1982 · 
1983 · 
1984 · 
1985 · 
1986 · 
1987 · 
1988 · 
1989 · 
1990 · 
1991 · 
1992 · 
1993 · 
1994 · 
1995 · 
1996 · 
1997 · 
1998 · 
1999 · 
2000 · 
2001 · 
2002 · 
2003 · 
2004 · 
2005 · 
2006 · 
2007 · 
2008 · 
2009 · 
2010 · 
2011 · 
2012 · 
2013 · 
2014 ·
2015 ·
2016 ·
2017 ·
2018 ·
2019 ·
2020 ·
2021
Algerije ·
Angola ·
Bahrein ·
Bangladesh ·
Benin ·
Burkina Faso ·
Burundi ·
Centraal-Afrikaanse Republiek ·
China ·
Congo-Brazzaville ·
Congo-Kinshasa ·
Djibouti ·
Egypte ·
Equatoriaal-Guinea ·
Eritrea ·
Ethiopië ·
Gabon ·
Ghana ·
Guinee ·
Guinee-Bissau ·
Irak ·
Ivoorkust ·
Jemen ·
Jordanië ·
Kameroen ·
Kenia ·
Koeweit ·
Lesotho ·
Libanon ·
Liberia ·
Libië ·
Madagaskar ·
Malawi ·
Mali ·
Marokko ·
Mauritanië ·
Mauritius ·
Mozambique ·
Nieuw-Zeeland ·
Niger ·
Nigeria ·
Oeganda ·
Oman ·
Palestina ·
Qatar ·
Rwanda ·
Saoedi-Arabië ·
Sao Tomé en Principe ·
Senegal ·
Seychellen ·
Sierra Leone ·
Somalië ·
Sri Lanka ·
Swaziland ·
Syrië ·
Tanzania ·
Togo ·
Tsjaad ·
Tunesië ·
Verenigde Arabische Emiraten ·
Zambia ·
Zimbabwe ·
Zuid-Afrika ·
Zuid-Korea ·
Zuid-Soedan